# Cryptocephalus lunulatus
Cryptocephalus lunulatus är en skalbaggsart som beskrevs av Schöller 2002. Cryptocephalus lunulatus ingår i släktet Cryptocephalus och familjen bladbaggar. Inga underarter finns listade i Catalogue of Life.